# Wapen van Anguilla

Wapen van Anguilla

Het wapen van Anguilla is in gebruik sinds 30 mei 1980. Het wapen is ook te vinden op de Vlag van Anguilla.

## Beschrijving
Op het wapen staan drie oranje dolfijnen, die staan voor uithoudingsvermogen, eenheid en kracht. Ze staan afgebeeld in een cirkel om continuïteit voor te stellen. Het witte deel van het wapen staat voor vrede en rust, het blauwe gedeelte voor de zee waardoor het land is omringd.
Antigua en Barbuda · Aruba · Bahama's · Barbados · Belize · Canada · Costa Rica · Cuba · Curaçao · Dominica · Dominicaanse Republiek · El Salvador · Grenada · Guatemala · Haïti · Honduras · Jamaica · Mexico · Nicaragua · Panama · Saint Kitts en Nevis · Saint Lucia · Saint Vincent en de Grenadines · Sint Maarten · Trinidad en Tobago · Verenigde Staten
Afhankelijke gebieden

Amerikaanse Maagdeneilanden · Anguilla · Bermuda · Britse Maagdeneilanden · Groenland · Guadeloupe · Kaaimaneilanden · Martinique · Montserrat · Navassa · Puerto Rico · Saint-Pierre en Miquelon · Turks- en Caicoseilanden